# Inkluzja polityczna
Inkluzja polityczna jest „działaniem zmierzającym do obejmowania poszczególnych grup obywateli systemem gwarancji prawnych, instytucjonalnych bądź społeczno-politycznych zapewniających im realne uczestnictwo w sprawowaniu władzy”. Jest rodzajem praktyki prawno-politycznej. Należy do kręgu zjawisk partycypacji politycznej.
Zasady i procedury przebiegu procesu inkluzji politycznej są pochodną wielu czynników, wśród których najważniejsze znaczenie mają obowiązujące normy polityczne i prawne, przyjęte standardy kultury politycznej oraz ideowe i doktrynalne założenia polityki rządzącej elity władzy.
Głównym przedmiotem inkluzji politycznej jest zdobycie prawa do bezpośredniej lub pośredniej partycypacji we władzy państwowej. Stwarza możliwość współudziału w podejmowaniu decyzji politycznych i prawnych – tych, które spośród wszystkich decyzji społecznych mają moc wiążącą całe społeczeństwo. Skutkiem jest istotna zmiana dotychczasowych ról i miejsca jednostek lub grup w istniejącym układzie władzy: z rządzonych na współrządzących; stają się one pełnoprawnym partnerem w grze politycznej.

## Inkluzja w dziejach państw
Dzieje polityczne społeczeństw to żywa ilustracja tego, że społeczny krąg uczestników władzy tworzy dynamiczną strukturę. Jej powstanie i rozwój dokonują się zgodnie z zasadami włączenia (inkluzji) określonych jednostek lub grup społecznych do systemu sprawowania władzy lub ich wyłączenia (ekskluzji) z tego systemu.
Historycznie polityka inkluzji politycznej znajdowała swój wyraz w praktyce polityczno-ustrojowej państw znacznie rzadziej niż polityka ekskluzji politycznej. Wyłączanie różnych grup społecznych było i jest częste w reżimach totalitarnych i autorytarnych, a także we wcześniejszych formach ustrojowych. Proces inkluzji politycznej jest charakterystyczny dla państw demokratycznych już od czasów demokracji ateńskiej.
Formy i zasięg inkluzji politycznej podlegały rewolucyjnym i ewolucyjnym przemianom. W toku dziejów pojawiło się wiele rozwiązań konceptualnych i praktycznych w zakresie inkluzji politycznej.
Na tle procesu formowania się państw narodowych rozwijały się doktryny polityczno-prawne je opisujące, w których krzyżowały się ze sobą pojęcia związane z inkluzją polityczną: państwo narodowe, suwerenność państwowa, partycypacja polityczna, rządy prawa. Inkluzję polityczną rozważano w kontekście bycia obywatelem i uczestnictwa obywatela w rządzeniu, prawach jednostek i ich równym traktowaniu.

## Postać inkluzji politycznej
Inkluzja polityczna ma postać inkluzji niepełnej lub inkluzji pełnej:
- niepełna inkluzja polityczna zachodzi wtedy, gdy praktyki dyskryminacyjne stosowane wobec niektórych grup społecznych, etnicznych, rasowych, religijnych uniemożliwiają im pełny dostęp do systemu władzy; następstwem jest rosnące poczucie nierównoprawności w relacjach z innymi grupami społecznymi oraz przedmiotowego traktowania ich ze strony instytucji władzy;
- pełna inkluzja polityczna oznacza takie usytuowanie podmiotów politycznych w systemie władzy, w którym ich możliwość sprawowania władzy lub wpływu na nią oraz towarzysząca temu świadomość własnej podmiotowości tworzą komplementarny względem siebie i względnie stabilny układ zjawisk.

Uzyskanie pełnej inkluzji politycznej można uznać za jeden z ideałów demokratycznych.

## Zjawiska decydujące
O powstaniu inkluzji politycznej decydują następujące zespoły zjawisk i problemów:
- na poziomie normatywnym – prawa podmiotowe, dzięki którym indywidualni bądź zbiorowi uczestnicy życia społeczno-politycznego zyskali nie tylko możliwość  swobodnego rozwoju i samorealizacji oraz niezbędny zakres autonomii działania i wyrażania swoich potrzeb, ale przede wszystkim status równoprawnego uczestnika w systemie sprawowania władzy;
- na poziomie instytucjonalnym – sieć różnego typu instytucji i organizacji powołanych w celu przestrzegania, reprezentacji lub obrony tych praw i wartości;
- na poziomie proceduralnym – zestaw sformalizowanych metod, form i sposobów działania podmiotów politycznych, państwowych i niepaństwowych, zgodnych z zasadami porządku demokratycznego; przede wszystkim zapewnienie podmiotom politycznym efektywnego wpływu na proces polityczny lub kontrolę decyzji już podjętych.

## Układy przebiegu inkluzji
Wyróżnić można dwa układy przebiegu inkluzji politycznej postępującej w państwach demokratycznych: 
- układ poziomy (społeczeństwa obywatelskiego) – gdzie głównym obszarem organizacji i koordynacji aktywności obywateli są struktury społeczeństwa obywatelskiego;
- układ pionowy (państwa) – gdzie decydujący wpływ na zachodzące procesy inkluzji politycznej wywierają instytucje państwowe.

Państwo demokratyczne i społeczeństwo obywatelskie sprzyjają dynamicznemu rozwojowi organizacyjno-prawnych i proceduralnych form inkluzji politycznej. Jest ona korzystna dla pozytywnych przemian w dziedzinie integracji wewnętrznej społeczeństwa oraz podnoszeniu poziomu jego edukacji i kultury obywatelskiej.